# Otto Hermann Steche

Otto Hermann Steche (1909)

Otto Hermann Steche (* 12. Oktober 1879 in Plagwitz (Leipzig); † 30. August 1945 in Treysa) war ein deutscher Mediziner und Zoologe. Als Pädagoge und Autor verfasste er rassebiologische Unterrichtstexte, die Vererbungslehre und Rassenanthropologie verknüpften und alle damals gängigen rassischen und antisemitischen Stereotypen und Invektiven enthielten.

## Leben
Otto Hermann entstammte einer wohlhabenden Familie. Er war der Sohn des Industriellen Otto Steche (1834–1908) und dessen Ehefrau Johanna geb. Habenicht. Seine Großmutter war die Konzertsängerin, Leipziger Salonnière und Liszt-Freundin Lidy Steche. Sein Onkel war der Kunsthistoriker Richard Steche. Zu seinen Brüdern gehörte der Unternehmer Albert Steche. Ein Schwager war der Kirchenhistoriker Friedrich Loofs.

### Schule und Medizinstudium
Nach dem Besuch der 4. Bürgerschule war er ab 1889 Schüler der Thomasschule zu Leipzig. Bereits als Gymnasiast zeigte er ein besonderes Interesse an den Naturwissenschaften. Mit Begeisterung las er die Bücher Darwins und Ernst Haeckels. Nach Ablegung der Reifeprüfung studierte er ab 1898 zunächst Medizin an der Albert-Ludwigs-Universität Freiburg. 1899 wurde er im Corps Hasso-Borussia Freiburg recipiert. Nach bestandenem Physikum wechselte er an die Philipps-Universität Marburg, wo er sich insbesondere dem Studium der Pathologie unter Leitung Hugo Ribberts widmete. 1903 bestand er das medizinische Staatsexamen. Anschließend studierte er an der Ludwig-Maximilians-Universität München Naturwissenschaften, Philosophie und Kunstgeschichte. Im Sommer 1903 wurde er in Freiburg zum Dr. med. promoviert.

### Zoologie
Danach begann er seine zoologischen Studien in Freiburg, die er im Juli 1906 an der Universität Leipzig mit einer zweiten Promotion abschloss. Eine Weltreise führte ihn anschließend über Nordamerika, Japan nach China. Auf einer Inselgruppe des Malaiischen Archipels erforschte er dabei das Leuchten tropischer Leuchtkäfer. Nach seiner Rückkehr im Frühjahr 1907 war Steche als Assistent am Zoologischen Institut der Universität Leipzig tätig. Er habilitierte sich am 6. Februar 1909 und wurde zum Privatdozenten an der Philosophischen Fakultät der Universität Leipzig ernannt. Ab 1914 war er stellvertretender Institutsleiter. Von 1915 bis 1919 hatte er die stellvertretende Leitung des Zoologischen Instituts der neuen Johann Wolfgang Goethe-Universität Frankfurt am Main inne. Zugleich erhielt er einen Lehrauftrag als Privatdozent für Zoologie und vergleichende Anatomie. 1916 wurde er Professor. Nach Beendigung des Ersten Weltkriegs blieb Steche a.o. Professor in den  Lehrbetrieb der Universität Frankfurt eingebunden. 1928 erhielt er auf eigenen Antrag einen erneuten Lehrauftrag für Zoologie an der mathematisch-naturwissenschaftlichen Abteilung der Philosophischen Fakultät der Universität Leipzig. 1934 beendete er seine akademische Lehrtätigkeit endgültig.

### Pädagogische Tätigkeit
Die Zeit der politischen und gesellschaftlichen Umbrüche nach dem Ersten Weltkrieg, sowie private Schicksalsschläge – 1918 starb seine Frau an der Spanischen Grippe – und eine allgemeine Unzufriedenheit mit dem Fortgang seiner akademischen Karriere führten bei Steche zu einer beruflichen Neuorientierung. 1921 gründete er die Bergschule Hochwaldhausen, ein Landerziehungsheim, das kurzzeitig auch Klaus Mann und Erika Mann besuchten. 1924 bestand er in Gießen das Staatsexamen für das Höhere Lehramt. Steches Unterricht war geprägt von akademischer Schulung. In Anlehnung an die Praxis der Odenwaldschule und des mit ihm befreundeten Paul Geheeb hob er dabei die festen Klassen auf und führte freie Kurssysteme ein. Die Kinder ließ er selbstverantwortlich in freien Gruppen arbeiten. Im Gemeinschaftsleben sah er einen stärkeren Erziehungsfaktor als im Unterricht selbst. Als die wichtigste Aufgabe eines Schulleiters galt für ihn „seine eigene Persönlichkeit nach Möglichkeit in den Hintergrund zu stellen und Schüler wie Mitarbeiter so wenig wie möglich in der Entfaltung ihrer eigenen Kräfte zu beschränken“. Wegen Schwierigkeiten durch die Deutsche Inflation 1914 bis 1923 musste er die Schule 1927 schließen. Er erhielt eine Anstellung als Studienrat an der reformpädagogisch orientierten Gaudigschule in Leipzig, an der er die Fächer Zoologie, Botanik, Chemie und Französisch unterrichtete.

### NS-Zeit
Mit Beginn der Herrschaft des NS-Regimes trat Steche dem Nationalsozialistischen Lehrerbund bei und gab mehrere Lehrbücher heraus, in denen er die nationalsozialistische Rassenideologie für den Unterricht in Mittel- und Oberstufenklassen aufbereitete. Zur Rassenkunde gelangte Steche vor allem im Rahmen seiner 1925 erschienenen Bearbeitung des dritten Bandes von Brehms Tierleben und der Arbeit an seinem populärwissenschaftlichen Buch Vom Zellverband zum Individuum (1929). Im November 1933 unterzeichnete das Bekenntnis der deutschen Professoren zu Adolf Hitler. Im April 1934 wurde er vom preußischen Ministerium für Volksbildung zum kommissarischen Leiter der evangelischen Klosterschule Ilfeld berufen, die er in eine Nationalpolitische Erziehungsanstalt umwandeln sollte. Am 1. Januar 1936 trat er das Amt eines Studiendirektors am Domgymnasium Naumburg an; am 12. April 1937 wurde er zu dessen Schulleiter ernannt. Nach dem Ende des Zweiten Weltkriegs wurde Otto Steche wegen seiner Tätigkeiten für das NS-Regime aus dem Schuldienst entlassen und interniert. Er starb im Kriegsgefangenenlazarett Hephata in Treysa (Abteilung für politische Gefangene) an den Folgen einer Sepsis.

## Ehen
Otto Hermann Steche heiratete 1907 in erster Ehe Anna von Hase (1887–1918), Tochter des Leipziger Verlagsbuchhändlers und Inhabers von Breitkopf & Härtel Oskar von Hase (1846–1921). Seit 1920 war Steche in zweiter Ehe mit Caroline Remelé (* 1893), einer Tochter des Reichsgerichtsrats Ernst Remelé, verheiratet. Aus beiden Ehen gingen sechs Kinder hervor.

## Mitgliedschaften
- 1919 Johannisloge Goethe zur großen Feuerkugel in Leipzig
- 1924 Gründungsmitglied der Vereinigung der Deutschen Landerziehungsheime und freien Schulen
- 1933 Nationalsozialistischer Lehrerbund

## Veröffentlichungen

### Monographien und Lehrbücher
- Hydra und die Hydroiden. Eine Einführung in die experimentelle Behandlung biologischer Probleme an niederen Tieren. Privatdruck, Werner Klinkhardt, Leipzig 1911.
- Grundriß der Zoologie. Eine Einführung in die Lehre vom Bau und von den Lebenserscheinungen der Tiere für Studierende der Naturwissenschaften und der Medizin. Veit, Leipzig 1919.
- Vom Zellverband zum Individuum. Julius Springer, Berlin 1929 (= Verständliche Wissenschaft. Band 10).
- Gesundes Volk, gesunde Rasse. Grundriß der Rassenlehre. Quelle & Meyer, Leipzig 1933 (= Das Dritte Reich. Bausteine zum neuen Staat und Volk. Band 5).
- Lehrbuch der Rassenkunde. Vererbungslehre und Rassenpflege für die Oberstufen der höheren Lehranstalten. Quelle & Meyer, Leipzig 1933.
- Leitfaden der Rassenkunde und Vererbungslehre, der Erbgesundheitspflege und Familienkunde für die Mittelschule. Quelle & Meyer, Leipzig 1934; 6. Auflage ebenda 1937.
- mit Erich Stengel und Maximilian Wagner: Lehrbuch der Biologie für Oberschulen und Gymnasien. 4 Bände, Quelle & Meyer, Leipzig 1939–1943.

### Aufsätze
- Denkschrift zum 25. Stiftungsfest der Johannisloge Goethe zur großen Feuerkugel in Leipzig. Leipzig 1909.
- in Zusammenarbeit mit Percy Waentig: Untersuchungen über die biologische Bedeutung und die Kinetik der Katalase. E. Schweizerbart’sche Verlagsbuchhandlung, Stuttgart 1912 (= Zoologica. Band 67).
- Die Stellung des Darwinismus zur mechanistischen und vitalistischen Weltanschauung. Blazeck & Bergmann, Frankfurt am Main 1915.
- Bergschule Hochwaldhausen. In: Franz Hilker (Hrsg.): Deutsche Schulversuche. C. A. Schwetschke, Berlin 1924.
- Schullandheim am Auensee bei Leipzig. In: Theodor Breckling (Hrsg.): Der Reichsbund der deutschen Schullandheime. Illustriertes Handbuch. Kunst- & Verlagsbüro, Kiel 1930, S. 263.

### Bearbeitungen
- Alfred Edmund Brehm: Brehms Tierleben. 4. vollständig neubearbeitete Auflage. Hrsg. von Otto zur Strassen. Bd. 3: Die Fische., neubearbeitet von Otto Steche unter Mitwirkung von Victor Franz. Bibliographisches Institut, Leipzig 1914.
- Otto Steche: Raubtiere bis Unpaarhufer. (= Brehms Tierleben. Band 3), Ausgabe 1925.